# Тигран V
Тигран V (*Տիգրան Ե, 16 до н. е. — 36) — цар Великої Вірменії у 6—10 роках.

## Життєпис
Походив з династії Іродіадів. Син Александра й онук Ірода Великого, царю Юдеї. Його матір була Глафіра, донька Архелая, царя Каппадокії. По материнській лінії Тигран належав також до вірменського роду Арташесідів.
Народився у 16 році до н. е. в Єрусалимі. Виховувався при дворі свого діда — царя Ірода I. У 7 році до н. е. внаслідок інтриг загинув його батько Ірод I відправив мати Тиграна до Каппадокії, а самого Тиграна залишив в Єрусалимі. Це викликало спротив його стрийка Антипатра, що бажав стати новим царем.
У 4 році до н. е. після смерті діда Тигран разом з братом перебрався до Каппадокії. Тут при дворі діда по материнській лінії він зрікся юдаїзму й став поклонятися давньогрецьким богам. Невдовзі після цього вирушив до Риму, де продовжив античну освіту. Був одружений зі своєю стрийною, донькою стриєчного діда Ферора (брата Ірода Великого).
У 6 році н. е. після загибелі великовірменського царя Артавазда IV римський імператор Октавіан Август призначив Тиграна новим царем Великої Вірменії. Того ж року за підтримки Архелая, царя Каппадокії, та пасорбка імператора — Тиберія — Тигран V стає новим царем. Для зміцнення своєї влади одружився з Ерато, дружиною царя Тиграна IV.
Правління Тиграна V за різними відомостями тривала до 10, 11 або 12 року н. е. Ймовірно внаслідок повстання він частково втрачав землі, а 12 року остаточно був вигнаний з Великої Вірменії. Новим царем став представник Аршакідів Вонон I
У 15 році після смерті Вонона I намагався відновити владу над Великою Вірменією. Втім зрештою вимушений був поступитися правами на трон Арташесу III з династії Полемонідів.
Після цього Тигран мешкав в Римі. Загинув у 36 році внаслідок підозр імператори Тиберія або вбито вбивцею, підісланим царем Мітридатом.